# 2 Minutos
2 Minutos, également appelé Dos Minutos o 2', est un groupe de punk rock argentin, originaire de Valentín Alsina, dans la Province de Buenos Aires. 
Les paroles du groupe traitent principalement de l'alcool, la criminalité, les problèmes avec la police, les problèmes des travailleurs, des combats de rue et du football. Cependant, il est considéré un groupe identifié au sous-genre oi!. Ils sont également considérés comme les successeurs de Los Violadores et de leurs contemporains Attaque 77. 2 Minutos est le premier groupe punk rock argentin apparu aux États-Unis en tournée nord-américaine en 1995. À cette période, ils jouent au légendaire club CBGB de New York qui a attiré des groupes punk comme The Ramones, Television et Patti Smith, vingt ans plus tôt.

## Biographie

### Débuts
Les origines du groupe remontent à 1987, dans la ville de Valentín Alsina, et débutent officiellement le 8 juillet 1989, le même jour durant lequel Carlos Menem prend ses fonctions de nouveau président de l'Argentine, après la démission de Raúl Alfonsín pendant l'hyperinflation du pays.
Le nom du groupe rend hommage à la chanson Two Minute Warning, du groupe britannique Depeche Mode, lors d' une réunion de ses membres, à la fin des années 1980,.

### Succès
Après avoir tourné autour de Buenos Aires et enregistré indépendamment, ils publient en 1994 leur premier album, intitulé Valentín Alsina, en hommage à leur ville natale. La plupart des chansons parlent de leur quartier,de  la réalité des travailleurs submergés par les dettes, de longues heures de travail, et la nécessité de quitter le système oppressif. Après le grand succès de ce premier opus : 50 000 exemplaires vendus et acclamés « meilleur nouveau groupe » par le quotidien argentin Clarín. La popularité du groupe s'accroit encore plus lorsqu'il ouvre en concert pour Motörhead à l'Estadio Velez Sarsfield, avec Attaque 77, devant 45 000 spectateurs. 
Leur deuxième album, Volvió la alegría, vieja!, est enregistré durant l'année 1995. Ce disque contient les plus importants succès du groupe, comme Tema de Adrián, Vago, Todo lo miro, et Piñas van, piñas vienen (un hommage au boxeur Horacio Acavallo). La même année, la multinationale PolyGram publie leur concert à l'Estadio Obras Sanitarias en VHS sous le titre Completo. Leur troisième album, intitulé Postal 97’, est publié à la mi-1997, dix ans après la formation du groupe. La chanson Gatillo fácil est un succès, et suit des singles Qué yeta et Recuerdos en la arena. L'album compte 15 000 exemplaires vendus en un mois, ce qui conduit à un nouveau contrat pour le groupe. Leur quatrième album, Dos minutos de advertencia, est publié en 1999, et fait participer d'anciens membres de Cargo de Conciencia (légendaire groupe underground du quartier d'Abasto), Pedro y Pablo aux guitares.

### Années 2000

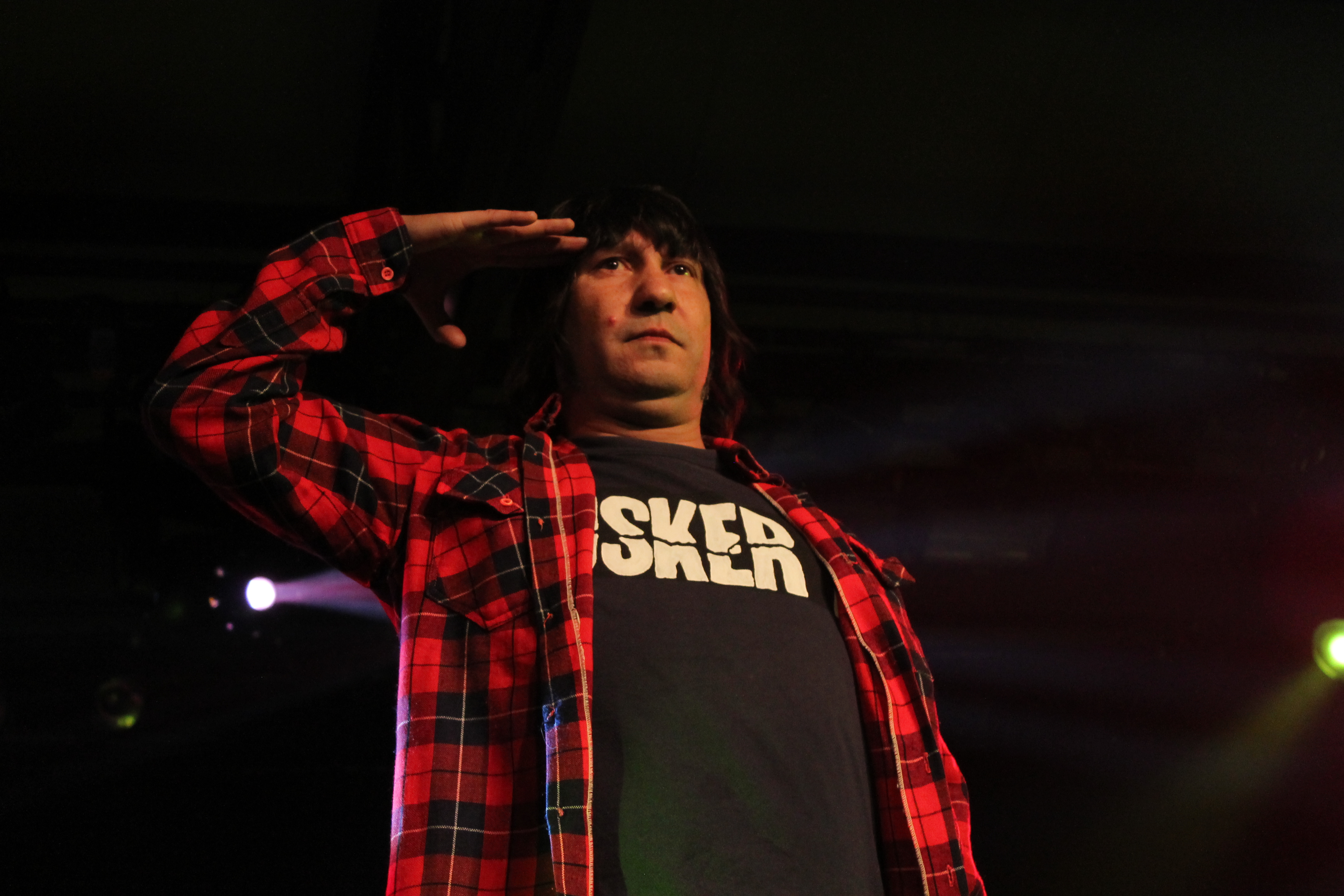
Walter Mosca Velázquez en 2014. Chanteur et principal compositeur du groupe depuis 1987.

Le nouvel album du groupe, intitulé Antorchas, est publié en 2000. Ce cinquième album studio contient un son propre et en se concentrant davantage sur les questions de la vie quotidienne de chacun de ses membres. Il comprend les singles Jason et Siempre es lo mismo.
En 2004, ils publient l'album Superocho qui comprend seize chansons enregistrées aux studios El Pie. En 2006, ils enregistrent et publient l'album Un mundo de sensaciones, produit par Juanchi Baleirón de Los Pericos. Avec un son plus propre, le groupe se compose de Pablo (guitare et chant), Monti (batterie), Papa (basse), Pedro (guitare et chant) et Mosca. Y participent Sebastián Teysera du groupe uruguayen La Vela Puerca, Diego Blanco et Juanchi Baleirón (Los Pericos) et Claudio O'Connor. Le premier clip du groupe est celui de Aeropuerto, qui fait participer l'actrice Jazmín Stuart. Le 14 décembre 2007, ils tournent et enregistrent un DVD intitulé 30 años de punk à un concert organisé par le groupe Los Violadores.

### Dernières activités
Après leur tournée Chichipio Hunter à travers le pays et plusieurs pays d'Amérique latine, ils sortent leur nouvel album intitulé Vamos a la granja/Directo al infierno. Cet album comprend quatre reprises : Resfriada de Daniel Melero, Todavía una canción de amor de Los Rodriguez, Ave de paso de Sandro et Straight to Hell des Clash. À l'occasion du 25e anniversaire du groupe, El Indio (guitariste fondateur de 2 Minutos) décide d'enregistrer un album hommage avec la participation des plus grands artistes de la scène punk rock. L'album-hommage, intitulé Vos no confiaste, est publié en avril 2013. Dans la même année, ils publient l'album Valentín Alzheimer. Le 6 décembre 2014, ils jouent au Rockout Fest, un festival de rock alternatif, à Santiago au Chili. 
En 2015, le groupe annonce la sortie d'un DVD, enregistré au Chili. Le 4 septembre 2016, ils jouent au stade Luna Park jouant la tournée Cachi 30 Tour avec notamment Hugo de Doble Fuerza, Chino Vera, et Edu de Cadena Perpetua. Le 3 juillet 2017, ils jouent au dernier jour du festival Rock al parque de Bogotá, en Colombie, devant 60 000 spectateurs,. 

## Membres

### Membres actuels
- Walter « Mosca » Velázquez - chant (depuis 1987)
- Alejandro « Papa » Ainadjian - basse (depuis 1987)
- Marcelo Pedro Pedrozo - guitare (depuis 1999)
- Pablo Blinsky Coll Velmondo - guitare (depuis 1999)
- Monti Montes - batterie (depuis 2002)

### Anciens membres
- Indio - guitare, chant (1987-1999)
- Marcelo - batterie (1987-2002)

## Discographie

### Albums studio
- 1994 : Valentín Alsina
- 1995 : Volvió la alegría, vieja!
- 1997 : Postal 97’
- 1999 : Dos minutos de advertenci
- 2000 : Antorchas
- 2004 : Superocho
- 2006 : Un mundo de sensaciones
- 2010 : Vamos a la granja / Directo al infierno
- 2013 : Valentín Alzheimer

### Albums live
- 1999 : Novedades
- 2000 : Vida monótona
- 2007 : 20 años no es nada

## DVD
- Completo 95 (à l'origine édité en VHS, réédité au Mexique en DVD), 1995
- En vivo en El Teatro (enregistré au Teatro Colegiales), 2007
- 20 años no es nada (enregistré à Obras 25/08/07), 2007
- 30 años de Punk (avec Violadores et Cadena Perpetua 14/12/07), 2008